# 확산

확산(擴散)은 액체나 기체에 다른 물질이 섞이고, 그것이 조금씩 번져가다가 마지막에는 일률적인 농도로 바뀌는 현상이다.
물 속에 분홍색 잉크가 확산했을 때 그 액체의 어느 부분을 떠 보아도, 아무리 소량을 떠 보더라도 핑크빛으로 변해 있다는 점에서 잉크는 물 속의 구석구석까지 번져갔음을 알 수 있다. 기체는 액체보다도 더 빠른 확산 현상이 일어난다. 예를 들면, 산소만 넣은 용기와 질소만 넣은 용기를 접촉시켜서 경계의 막을 떼어내면 양자는 서로 섞인다. 공기는 산소와 질소의 혼합물이다.
확산 속도는 분자의 질량이 작을수록, 또 온도가 높을수록 빨라진다. 기체만큼 빠르지는 않으나 확산은 액체에서도 볼 수 있으며, 또 극히 느리기는 하지만 고체에서 일어나기도 한다.